# Scrophularia scabiosifolia
Scrophularia scabiosifolia är en flenörtsväxtart. Scrophularia scabiosifolia ingår i släktet flenörter, och familjen flenörtsväxter.

## Underarter
Arten delas in i följande underarter:
- S. s. scabiosifolia
- S. s. stewartii